# Amathillina affinis
Amathillina affinis is een vlokreeftensoort uit de familie van de Gammaridae. De wetenschappelijke naam van de soort werd in 1894 voor het eerst geldig gepubliceerd door Georg Ossian Sars.